# Emmy Andriesse
Emmy Eugenie Andriesse (Den Haag, 14 januari 1914 – Amsterdam, 20 februari 1953) was een Nederlandse fotografe. Tijdens de Tweede Wereldoorlog zat zij ondergedoken wegens haar Joodse afkomst.

## Jeugd
Emmy Eugenie Andriesse werd geboren in Den Haag als enig kind van de advertentieacquisiteur voor de NRC Abraham Andriesse en de modeagent voor luxelingerie Else Fuld in een progressief joods-liberaal gezin waarvan beide ouders werkten. Al op jonge leeftijd had ze grote belangstelling voor vrouwenemancipatie en links-georiënteerde politieke ideeën.

## Opleiding en werk
Na haar middelbare school bezocht Andriesse van 1932 tot 1937 de Academie voor Beeldende Kunsten in Den Haag waar ze de opleiding reclameontwerpen volgde. Dit was een nieuwe opleiding onder leiding van de ontwerper Gerrit Kiljan die samen met zijn collega Paul Schuitema een curriculum was begonnen waarin fotografie en film als medium een belangrijke plaats innamen. Andriesse leerde hier functionalistische ideeën over eerlijk materiaalgebruik en het toepassen van eigentijdse technieken. Ook was het onderwijs pedagogisch vernieuwend omdat niet-autoritaire zelfredzame lesvormen gegeven werden en er een sterke nadruk lag op een bewuste maatschappijvisie van waaruit een kunstenaar diende te werken. Vanaf het tweede jaar specialiseerde Andriesse zich vooral in de fotografie en kreeg zij door haar gedrevenheid de bijnaam "Emma-Leica" naar de camera Leica. Behalve met deze voor die tijd snelle kleinbeeldcamera ging zij vooral ook werken met een Rolleiflex-spiegelreflexcamera.

## Fotografie en engagement
Andriesse was, naast Jan Eduard Kann en Epi Jumpertz Loeb, in 1935 een van de initiatiefnemers voor een woongemeenschap van gelijkgestemde, sociaal geëngageerde bewoners. Ze vonden een huis aan de Koningin Wilhelminalaan 308c in Voorburg. Andere bewoners van dit "gemeenschapshuis" waren Hans (Johanna) IJzerman, Herman Gerlings, Bram Koomen, Henk Wanink en Lex Metz. Regelmatige bezoekers waren, naast enkele docenten, onder anderen student geneeskunde Ben Polak en Wim Brusse, medestudent aan de academie. De bewoners onderhielden contacten met verschillende progressieve en antifascistische organisaties. Ook werd er hulp aan de Spaanse Republikeinen geboden tijdens de Spaanse Burgeroorlog. Andriesse kwam zo in contact met jonge maatschappelijke reportagefotografen van de "Nieuwe Fotografie"-stroming als Eva Besnyö, Cas Oorthuys en Carel Blazer. Blazer was jarenlang haar steun en toeverlaat op techniekgebied.
Andriesse exposeerde al in 1937 op de tentoonstelling foto '37 in het Stedelijk Museum in Amsterdam met een sociale fotorapportage over de Jordaan als arbeidersbuurt in crisistijd. Na afronding van haar studie verhuisde zij naar Amsterdam waar ze ging werken als fotograaf en aan kranten en tijdschriften vele foto's leverde die zich kenmerkten door het gebruik van verrassende camerastandpunten en een voorliefde voor diagonale beeldopbouw. De onderwerpen waren ambachten, landschappen en het leven van volwassenen en kinderen in steden en dorpen. Dit kon zij doen tot het zogenaamde "Journalistenbesluit" van de Duitse bezetter in 1941.

## Huwelijk en onderduiken
In 1941 trouwde Andriesse met grafisch ontwerper en beeldend kunstenaar Dick Elffers. Hoewel hij niet joods was, kon zij als volle jodin niet meer werken of publiceren en moest ze onderduiken. Eind 1944 regelde de bevriende antropoloog Arie de Froe een vervalste ariërverklaring voor haar en kon zij weer aan het publieke leven deelnemen en zich aansluiten bij de fotografenverzetsgroep "de Ondergedoken Camera". Haar foto's uit die periode betroffen de gruwelijke omstandigheden van de hongerwinter in Amsterdam en waren documenten van honger, armoede en ellende, gefotografeerd met een grote indringendheid en symboliek.

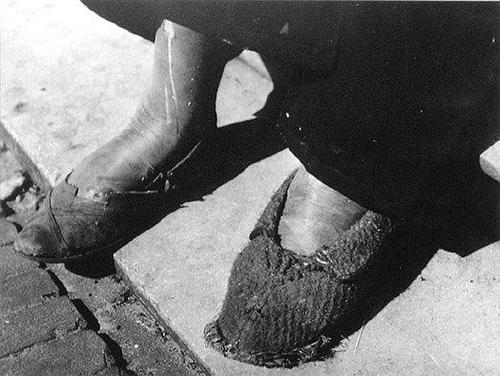
Hongerwinter: in lompen gestoken voeten
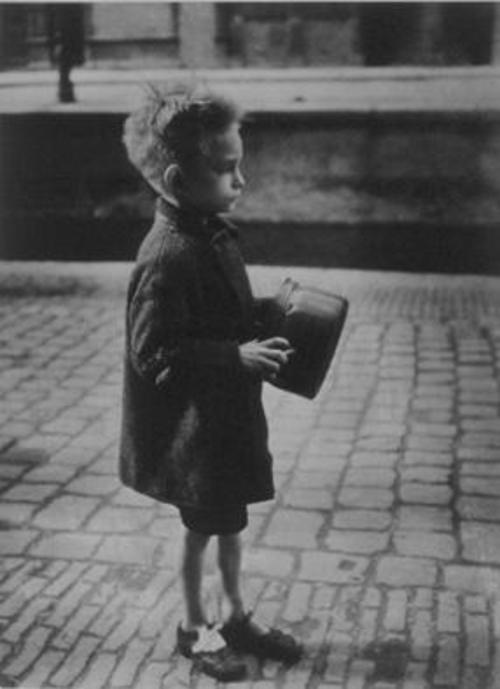
Pim met pan, op zoek naar eten
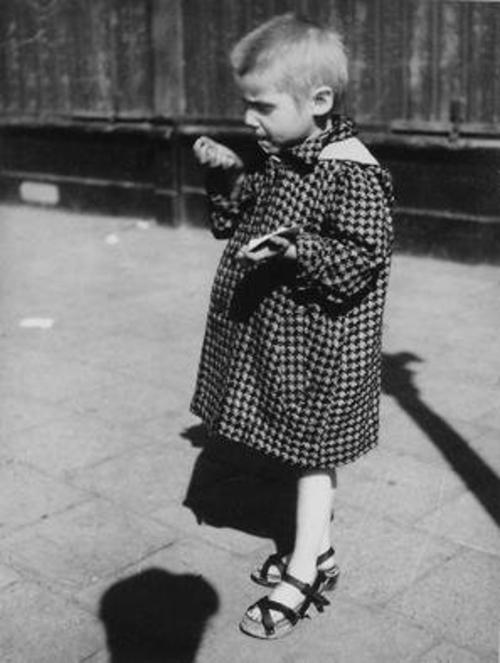
Meisje op straat
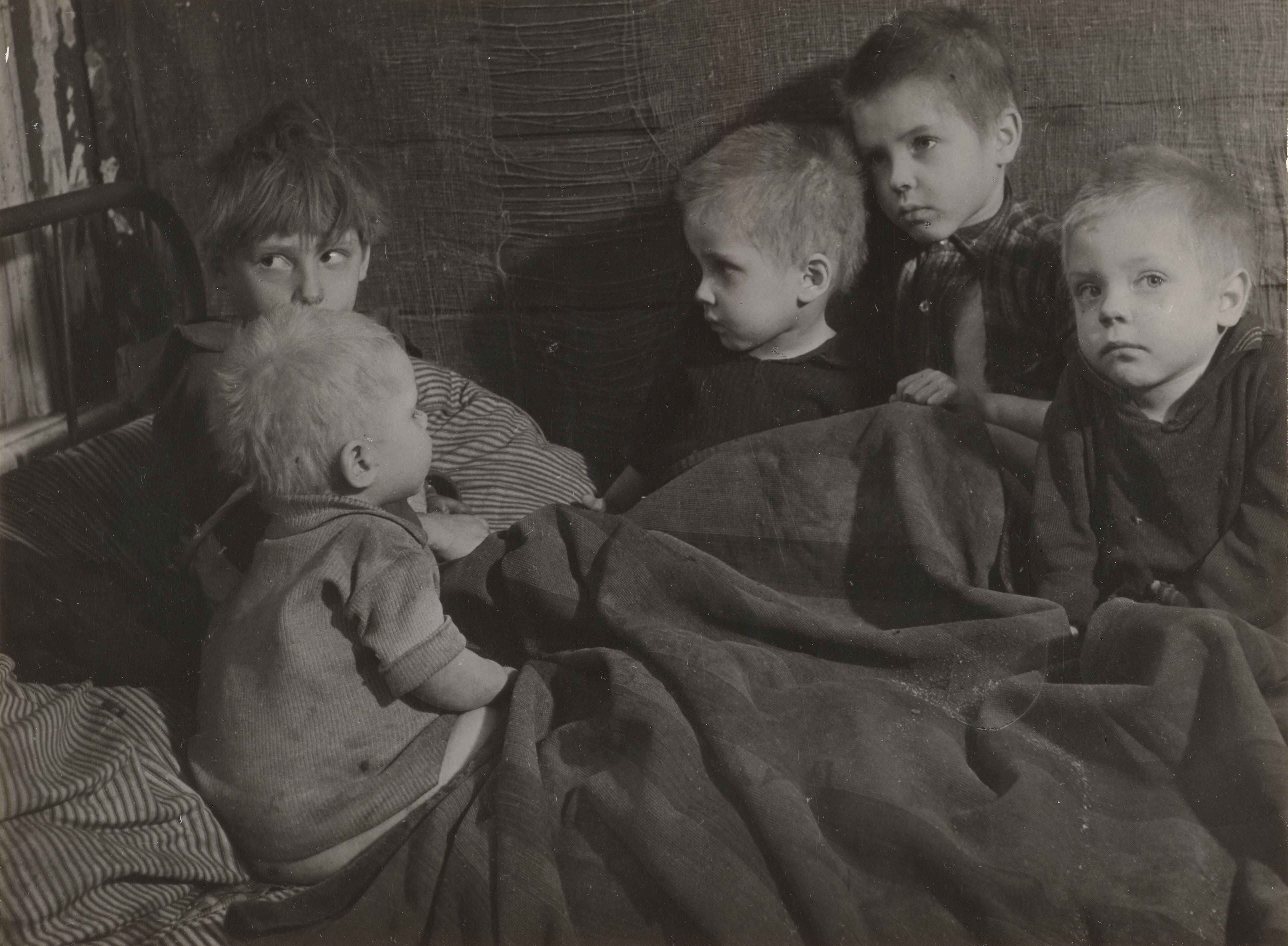
Vijf kinderen onder een deken

## Na de oorlog
Behalve haar sociaal bewogen onderwerpen die de mens en zijn gedrag bestreken, leverde Andriesse na de oorlog ook bijdragen aan fotoboeken over Nederland tijdens de bevrijding, over steden en landschappen en begon zij zich te specialiseren in het maken van portretten. Tussen 1947 en 1951 maakte ze in opdracht van de directeur van het Stedelijk Museum te Amsterdam, Willem Sandberg, een serie kunstenaarsportretten. Hiertoe bezocht ze in Nederland, België, Frankrijk en Zwitserland kunstenaars in hun ateliers. De foto's waren bestemd voor tentoonstellingscatalogi en waren van een strakke symmetrische beeldopbouw, wat ze een monumentaal karakter geeft. Ze behoren tot de hoogtepunten van haar werk door hun hoge artistieke en technische kwaliteit.

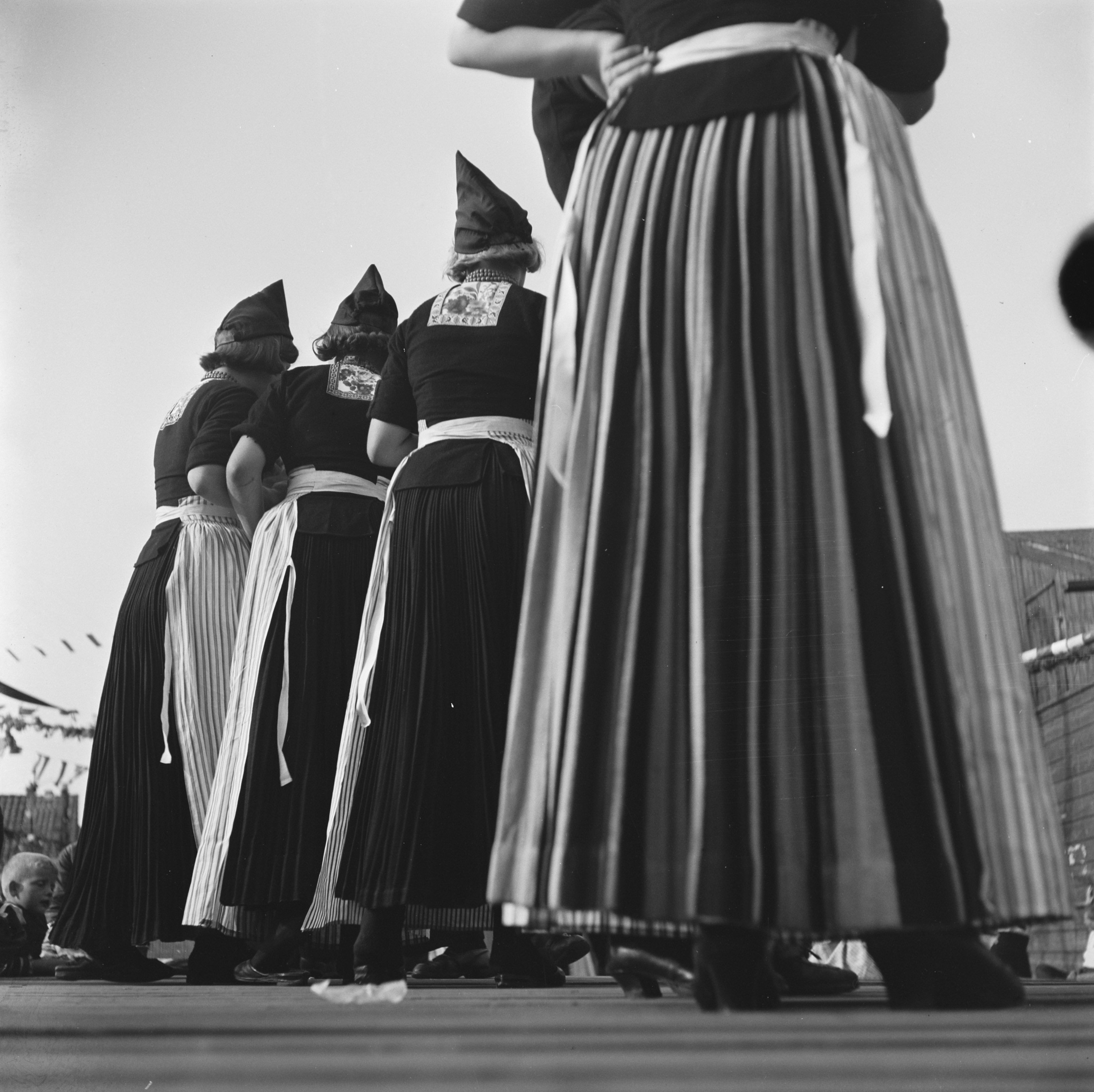
Volendam 1945
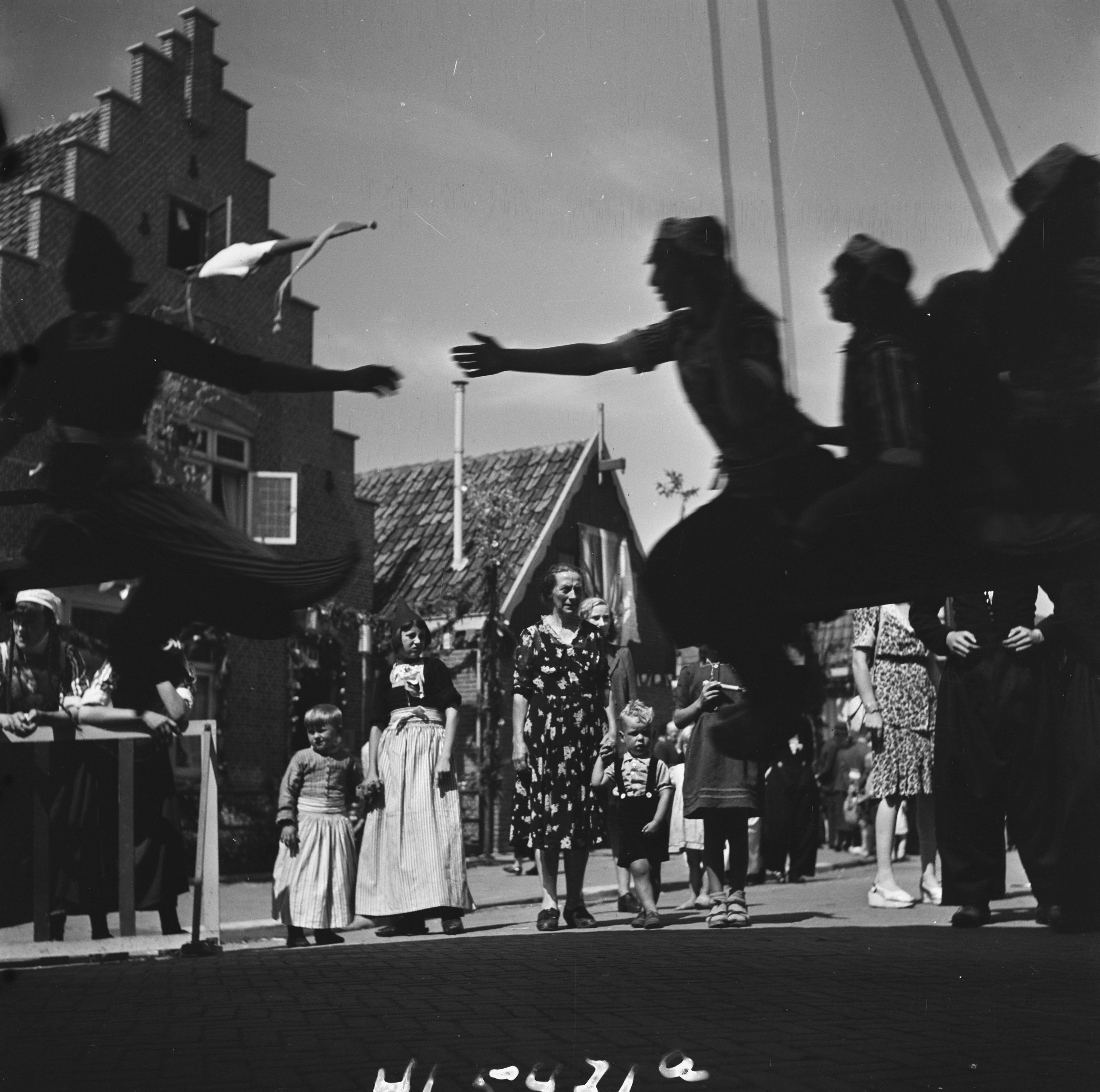
Bevrijdingsfeest Volendam 1945
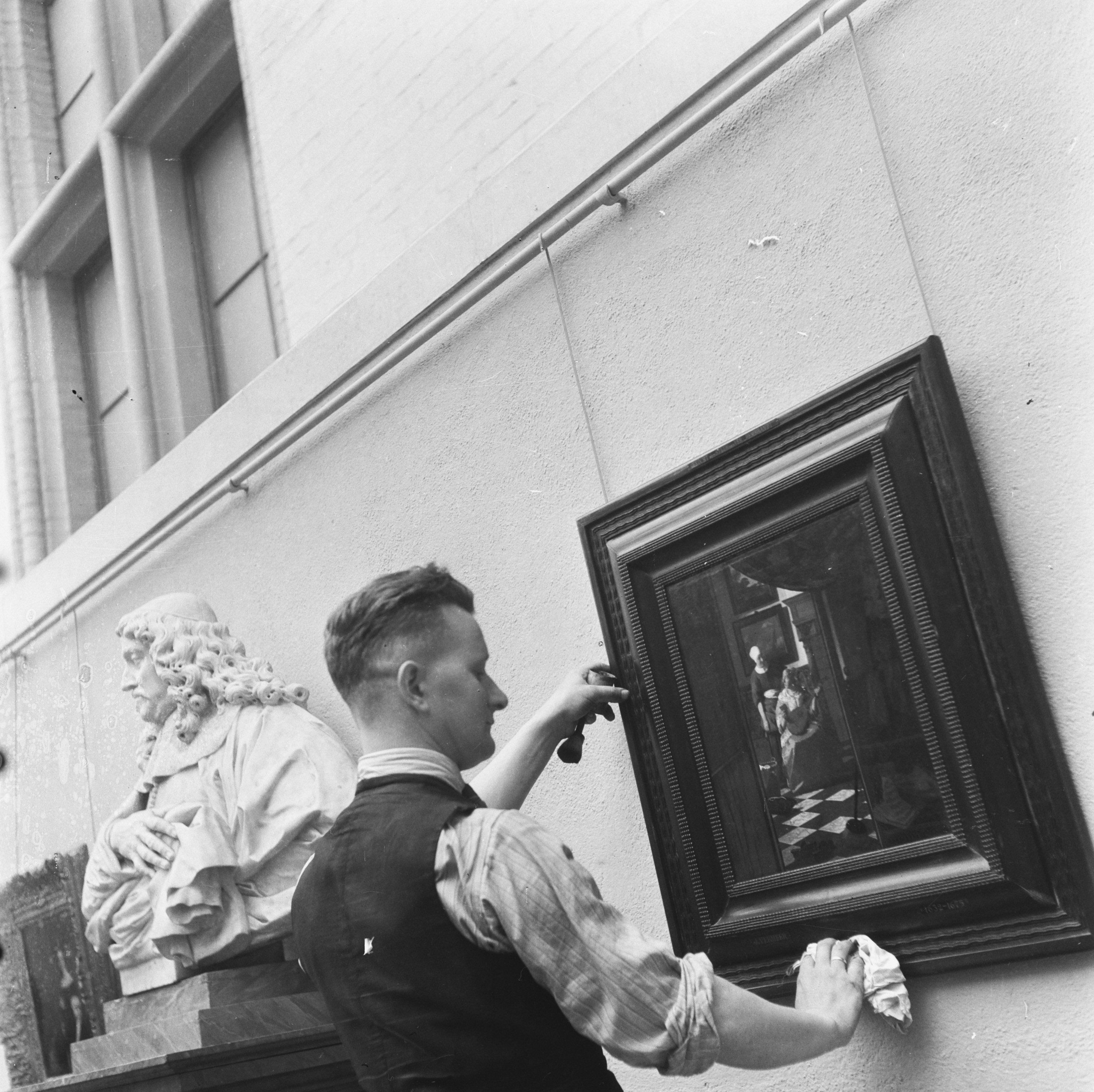
De liefdesbrief van Vermeer wordt opgehangen in het Rijksmuseum (juli 1945)
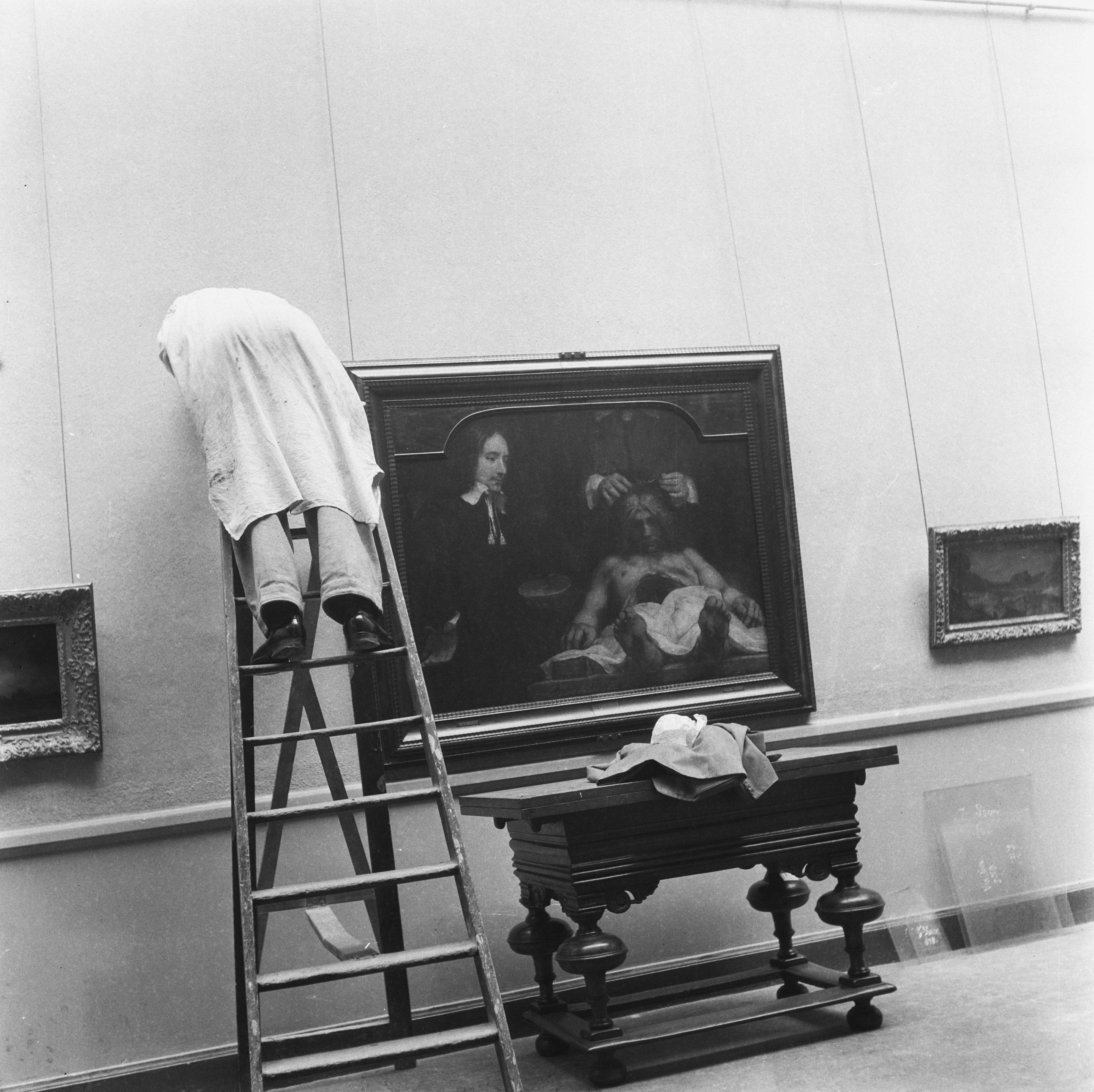
De anatomische les terug in het Rijksmuseum (juli 1945)

## Modefotografie
Een ander onderwerp wat Andriesse haar hele carrière heeft gedaan, betrof de modefotografie. Haar interesse was van huis uit gewekt omdat zij was opgegroeid in een textiel- en modeomgeving. Foto's van stoffen, modeontwerpen en kleding verschenen in vele modebladen en vrouwenbladen en brochures van ondernemingen. Ze liet zich bij haar weergave beïnvloeden door buitenlandse modefotografen als G. Hoyningen-Huene, H. P. Horst en A. Durst, die allen voor het blad "Vogue" werkten. Dit leidde tot een heldere weergave met effen achtergronden, licht gedraaid staande modellen en een klare belichting. Ook werkte ze voor modeontwerpers als Ferry Offerman, Max Heymans en Benno Premsela en bezocht ze werkplaatsen van ontwerpers, paskamers en Parijse modeshows voor haar werk.

## Reisreportages
Tijdens haar vele buitenlandse reizen die zij ondernam voor haar diverse opdrachten, fotografeerde zij ook veel mensen en samenlevingen. Beroemd werd haar reportage over "De Wereld van Van Gogh" die zij in opdracht van uitgeverij Bert Bakker in de Provence maakte in 1951. Het ging Andriesse in haar werk na de oorlog vooral om het karakteristieke en persoonlijke en ontroerende in de gewone mens. Ze werkte vanuit een humanistische levensvisie en droeg als resultante daarvan ook bij aan de beroemde fototentoonstelling uit 1955, The Family of Man in het Museum of Modern Art te New York. Ook droeg ze bij aan vele tentoonstellingen in musea in eigen land.

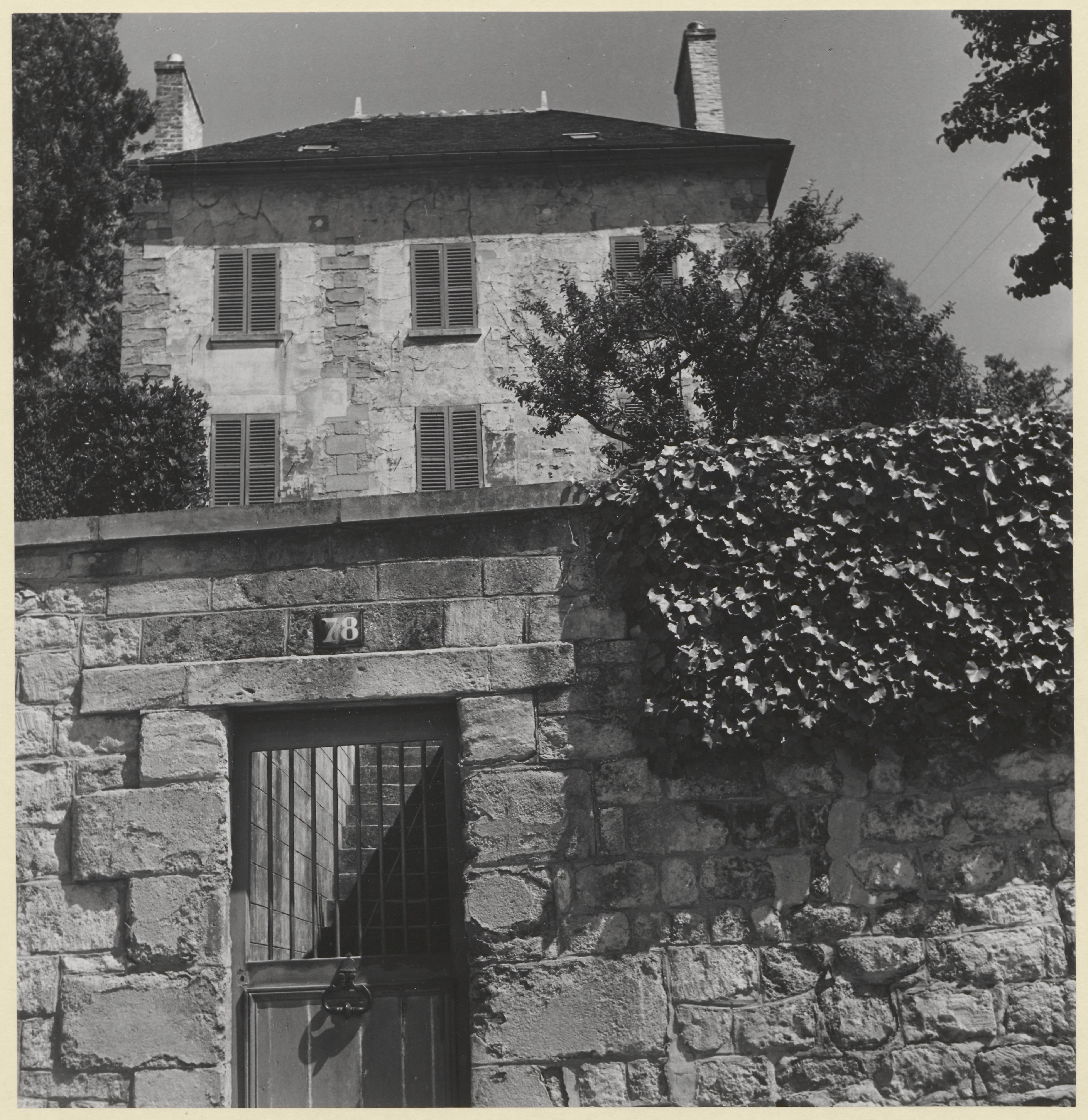
Huis van dokter Gachet
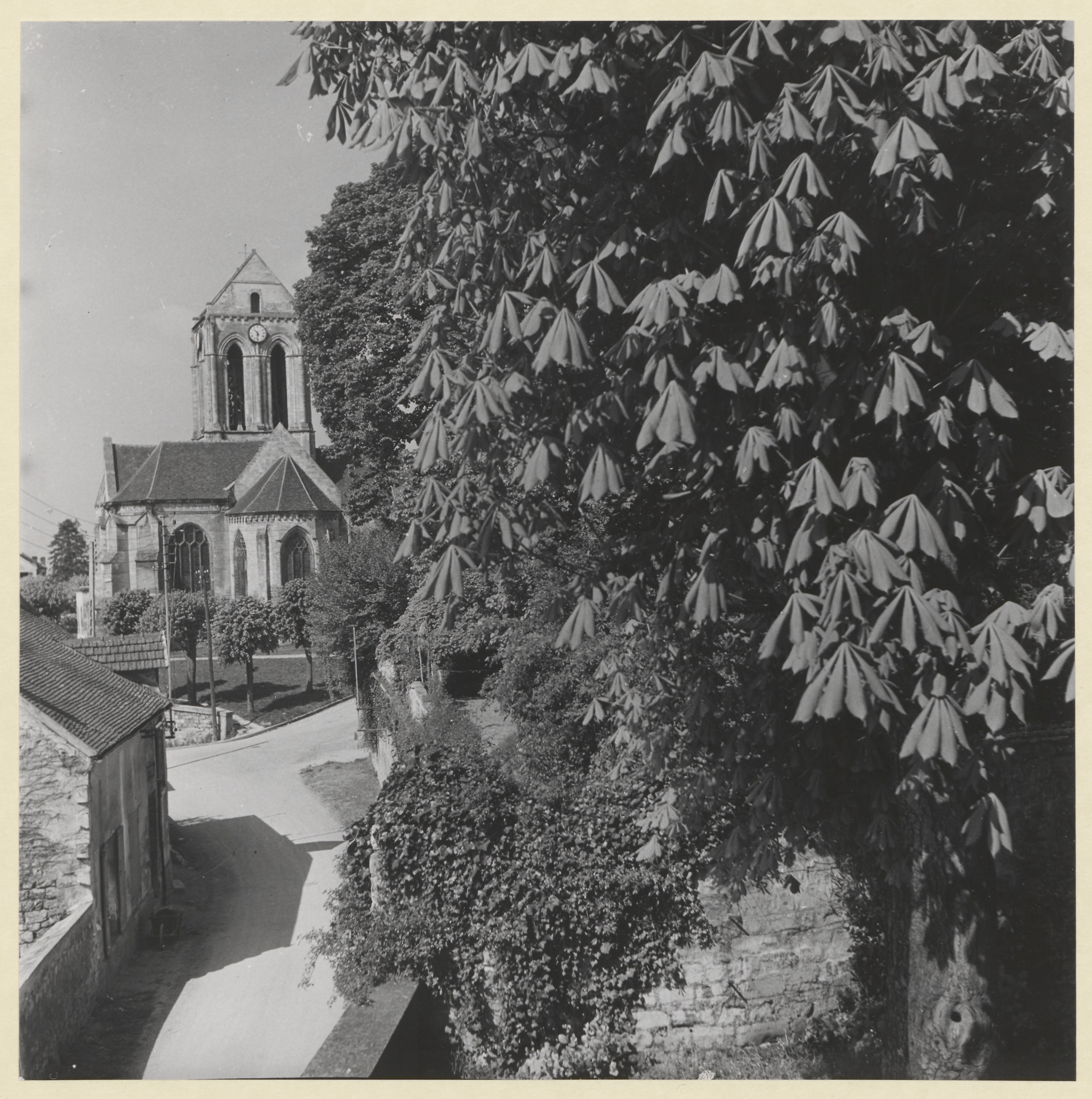
Église Notre-Dame-de-l’Assomption gezien vanuit de Rue du Montcel, Auvers-sur-Oise
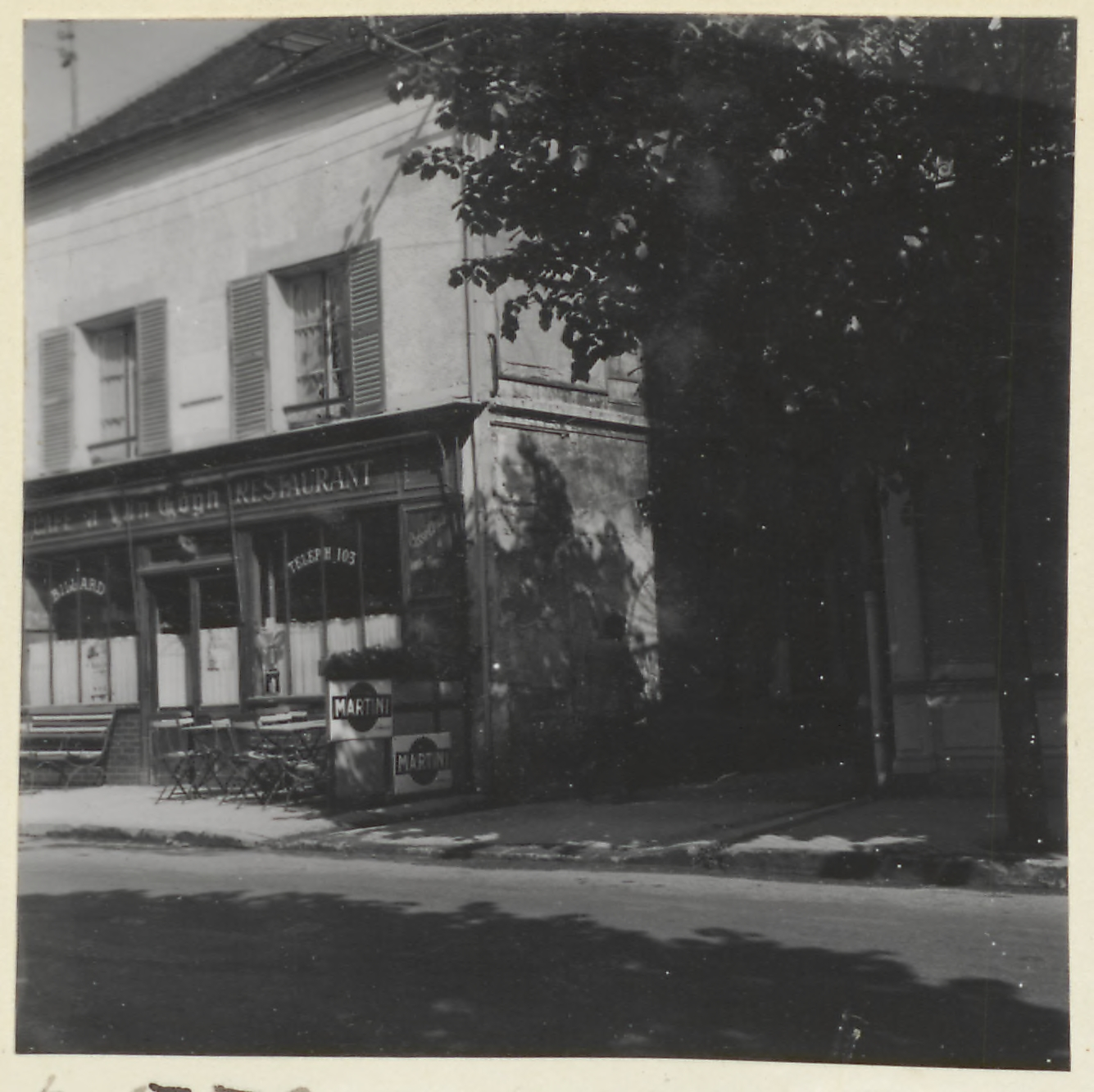
Auberge Ravoux, waar Van Gogh stierf
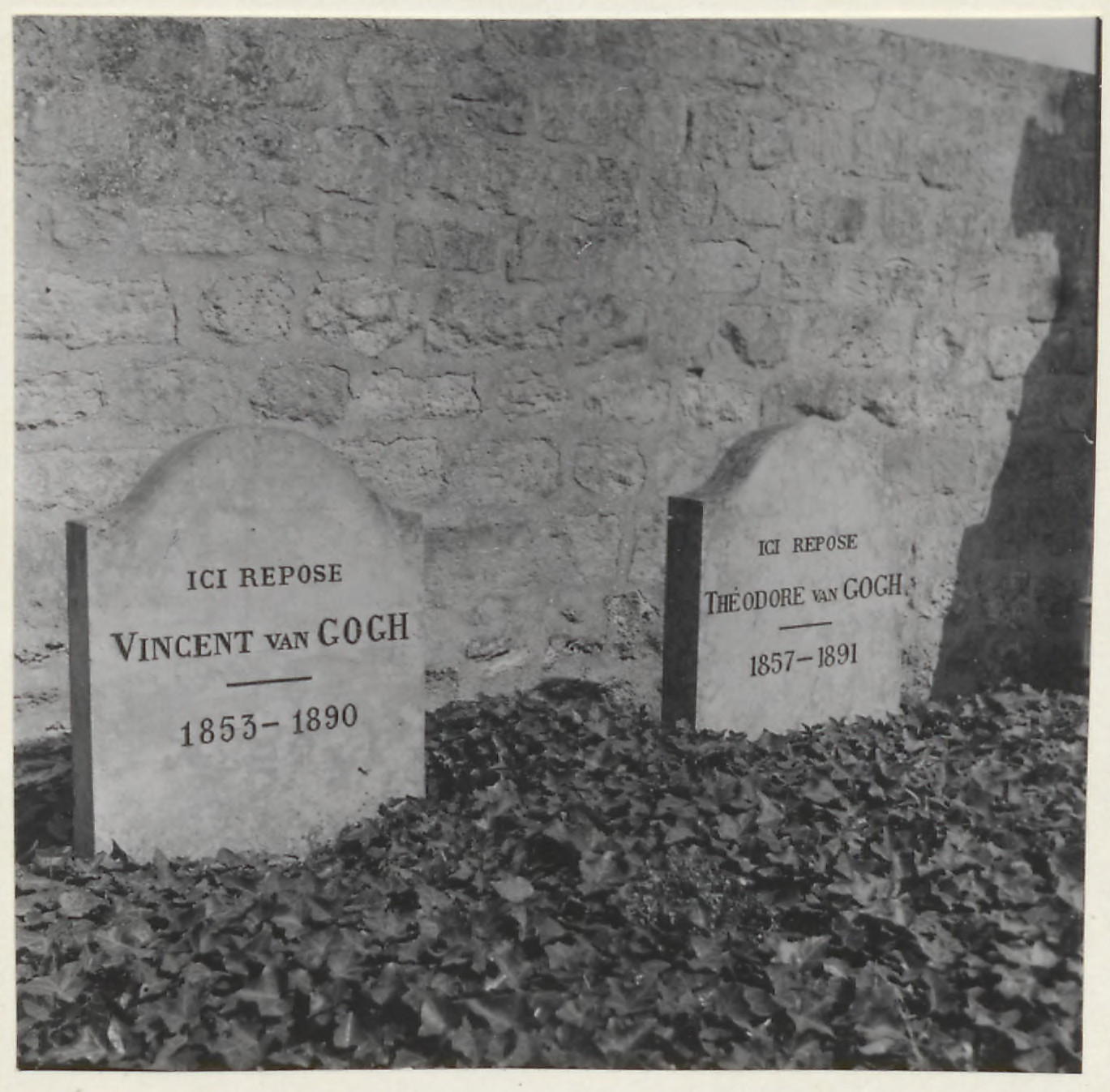
Graven van Vincent en Theo van Gogh op de begraafplaats van Auvers-sur-Oise

## Verdere personalia
Andriesse trouwde in Amsterdam op 18 juni 1941 met de grafisch ontwerper en beeldend kunstenaar Dick Elffers. Zij kregen twee zonen, Cas en Joost, van wie de oudste, Cas, door verdrinking op vakantie in 1945 op tweejarige leeftijd overleed. Haar leven werd gekenmerkt door een enorme levenslust en gedrevenheid die versterkt werden door de angst dat zij, net zoals haar moeder, die overleed toen Emmy nog maar vijftien was, niet oud zou worden. Dit voorgevoel kwam uit, want voordat haar laatste opdracht over de wereld van Van Gogh voltooid was, werd ze ernstig ziek en ze overleed na een langdurig ziekbed aan kanker op slechts 39-jarige leeftijd.

## Erkenning en nalatenschap

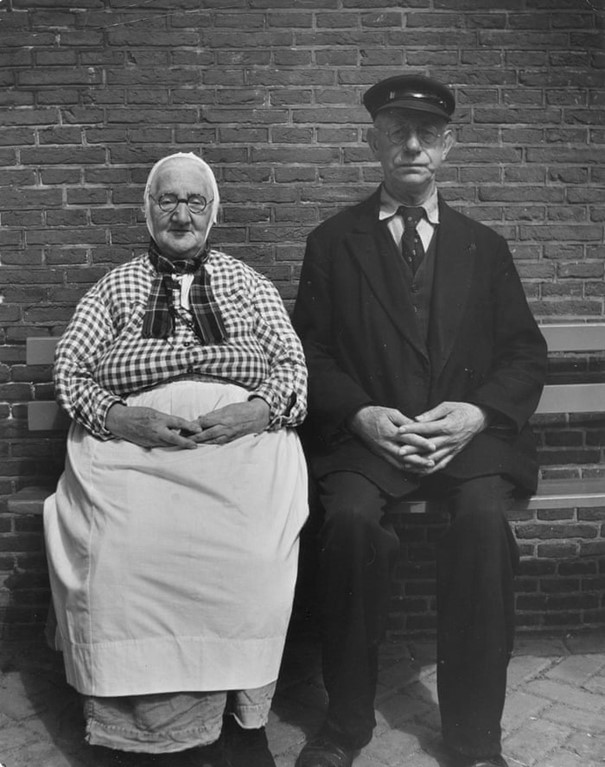
Echtpaar (1947). Foto van Emmy Andriesse, gebruikt in de tentoonstelling The Family of Man van Edward Steichen in het Museum of Modern Art (1955)

De erkenning van Emmy Andriesse als bijzondere fotografe kwam geleidelijk op gang. De diversiteit en kwaliteit van haar werk kwam naar voren in diverse tentoonstellingen en boeken over haar werk. Algemeen worden haar foto's uit de hongerwinter in Amsterdam, de kunstenaarsportretten en de reportage over de wereld van Van Gogh als hoogtepunten uit haar oeuvre beschouwd.
Het volledige foto- en negatievenarchief van Andriesse wordt beheerd door de Bijzondere Collecties van de Universiteitsbibliotheek Leiden. In 1975 maakte Wies Meertens de afdrukken voor de tentoonstellingen van Emmy Andriesse in het Van Gogh Museum en Galerie Fiolet in Amsterdam in de doka van het Prentenkabinet van de Universiteit Leiden. Een uitgebreid documentatiebestand over Andriesse zelf wordt beheerd door het Studie- en Documentatiecentrum voor Fotografie van het Prentenkabinet van de Universiteit Leiden.
Op 30 april 1991 zond de NOS de televisiedocumentaire "Foto: Emmy Andriesse" van Carrie de Swaan uit. In 1995 verscheen in de serie Monografieën van Nederlandse fotografen een monografie getiteld Emmy Andriesse [1914-1953].
De Britse journaliste Louise Baring stelde een fotoboek samen over werk en leven van Emmy Andriesse.
Sinds 1 januari 2024 valt het werk van Emmy Andriesse in het publieke domein.
De foto's die Emmy Andriesse maakte tijdens de Tweede Wereldoorlog als lid van de verzetsgroep De Ondergedoken Camera werden op 17 april 2025 erkend als Nederlandse Memory of the World door de Nederlandse Unesco Commissie.  

## Werk in openbare collecties (selectie)
- Bijzondere Collecties en Digital Collections van de Universitaire Bibliotheken Leiden
- Joods Historisch Museum, Amsterdam[10]
- Rijksmuseum Amsterdam[11]